# Bertran de Pessars
Bertran de Pessars (fl. XIII secolo) è  un probabile trovatore alverniate che scrisse in lingua occitana, originario di Pessars, forse identificabile o confuso con Bertran de Preissac.
Figura nel canzoniere di Bernart Amoros come autore di due composizioni, il sirventese Cortezamen v[u]oill comensar e la canzone Pos vezem e novel florir, sulla cui autorialità gli studiosi concordano nel riferirla ad altri trovatori: Alfred Jeanroy rispettivamente a Marcabru e Jaufré Rudel, altri a Marcabru e al conte di Poitiers.